# 여옥
여옥(麗玉, ?~?)은 고조선의 음악가이다. 뱃사공 곽리자고(藿里子高)의 아내이며, 어느 미친 사람이 강물에 빠져 죽게 되자, 그의 아내도 공후를 뜯으며 <공무도하가>를 부르고는 강물에 빠져 죽었다. 이를 본 곽리자고가 여옥에게 이 이야기를 전하자, 여옥은 공후를 뜯으며 <공후인>을 불렀다고 한다. 일설에 의하면 <공후인>은 당시 백성들이 읊던 민요로 작자가 여옥이 아니라고도 한다.